# Пнево (Злотовський повіт)
Пнево (пол. Pniewo, нім. Pinnow) — село в Польщі, у гміні Оконек Злотовського повіту Великопольського воєводства.
Населення — 320 осіб (2011).
У 1975-1998 роках село належало до Пільського воєводства.

## Демографія
Демографічна структура станом на 31 березня 2011 року:
|          | Загалом | Допрацездатний вік | Працездатний вік | Постпрацездатний вік |
| -------- | ------- | ------------------ | ---------------- | -------------------- |
| Чоловіки | 161     | 31                 | 109              | 21                   |
| Жінки    | 159     | 27                 | 86               | 46                   |
| Разом    | 320     | 58                 | 195              | 67                   |